# Martinho Prado Júnior
Martinho da Silva Prado Júnior (São Paulo, 17 de novembro de 1843 — São Paulo, 24 de maio de 1906) foi político e empresário brasileiro.
Também conhecido como Martinico Prado. Foi maçom. Nasceu em 17 de novembro de 1843, na cidade de  São Paulo. Era filho de Martinho da Silva Prado e  Veridiana Valéria da Silva Prado, abastada e tradicional família paulista. Seu pai foi deputado provincial de São Paulo por três legislaturas, e, sua mãe era filha do Barão de Iguape.
Como seus pais viviam na fazenda Campo Alto, no município de Limeira, (depois Araras), Martinico passou parte de sua infância na casa de seus avôs maternos em São Paulo. Fez os primeiros estudos com professores particulares até o término do curso de humanidades.
Em 1860, aos 17 anos, Martinico Prado ingressou na Faculdade de Direito de São Paulo. Para surpresa de sua família e das classes conservadoras paulistas, passou a defender os princípios dos movimentos libertários e democráticos europeus e a criticar a centralização absolutista do governo imperial de D. Pedro II. 
Em 1865, fundou um jornal chamado "O Acadêmico", expressando sua revolta e crítica pelo governo monárquico, e, partiu para a campanha brasileira na Guerra do Paraguai. .  
Após o término da guerra, voltou à faculdade e formou-se em 1866, e, já no ano seguinte, atuou como Promotor Público em São Paulo. A primeira experiência política de Martinico Prado foi o cargo de Procurador Distrital de São Paulo, em 1867.
Casou-se, em São Paulo, em 22 de janeiro de 1869, com Albertina de Morais Pinto, com quem teve 12 filhos, e, passou a residir no interior do Estado de São Paulo, administrando as fazendas de seu pai, a Campo Alto e a Santa Cruz. Até mesmo na criação deles diferenciou-se do restante da família, dando total liberdade aos filhos no que diz respeito aos modos e na relação com os pais.Foi avô do historiador e político Caio Prado Júnior. 
Em 1876, foi vereador em  Araras, e, ainda em 1876, Martinico Prado tornou-se sócio fundador da "Sociedade Promotora de Imigração", uma entidade sem fins lucrativos, visando introduzir no Brasil o imigrante europeu . Esta Associação o impeliu, mais tarde, a atuar como Deputado na Assembleia Provincial de São Paulo. Foi deputado na Assembleia Provincial de São Paulo, pelo Partido Republicano Paulista, por quatro legislaturas, entre 1878 e  1889. Foi defensor da abolição dos escravos.
Entusiasmado pela riqueza de Ribeirão Preto, adquire terras de José Bento Junqueira, formando a fazenda "Albertina" em homenagem à sua esposa. É nesta região também que, com seu irmão Antônio da Silva Prado, proprietário da Fazenda São Martinho, adquire a fazenda de João Franco de Moraes Octávio, formando a Fazenda Guatapará .
Com estas duas fazendas, Martinico e seu irmão Antônio da Silva Prado, foram, por algum tempo, os maiores produtores de café do mundo. A Fazenda Guatapará foi visitada pelo Rei da Bélgica em 1920.
Martinico Prado foi um grande incentivador do povoamento e colonização da região de Ribeirão Preto e divulgador das qualidades da terra roxa da região da Companhia Mogiana de Estradas de Ferro. Empenhou-se em uma campanha para que a extensão dos trilhos da Companhia Paulista de Estradas de Ferro partisse da estação de Vila Cordeiro, hoje Cordeirópolis, e não de Rio Claro . A ligação dos Prado com a Companhia Paulista era tão forte, que muitos acreditavam que ela era propriedade da família, o que não deixava de ser verdade devido à rede de amigos e parentes associados a esta empresa, permitindo praticamente o controle completo e efetivo dela . 
Martinico Prado também era proprietário de grandes casas de exportação, localizadas principalmente perto do porto de Santos, executando o transporte, armazenamento e comercialização do café. Uma das mais conhecidas era a Companhia Prado e Chaves Exportadora., aliança da família Prado com o seu cunhado Elias Pacheco Chaves.
Participou da fundação do Partido Republicano Paulista, do comando do movimento abolicionista em São Paulo e da organização da  imigração italiana. Coerente com seus ideais políticos, empregou em sua fazenda Guatapará assalariados livres e posteriormente famílias europeias imigrantes.